# عبد العزيز أبازيد
عبد العزيز بن جبر الأبازيد (1910 - 2002 م) هو شيخ وإمام وفقيه وأستاذ سوري، من مواليد مدينة درعا السورية، درس علوم الشريعة واللغة العربية على يد الشيخ الفاضل علي الدقر، ويعد من كبار مشايخ حوران وأحد أبرز علمائها.

## حياته
ولد عبد العزيز إبازيد في عام 1910 في مدينة درعا ونشأة في أسرة كريمة، وأنهى مرحلة التعليم الابتدائي في مدرسة «نموذج درعا» عام 1922م، وفي عام 1928م توجه إلى دمشق طالباً في علوم الشريعة الإسلامية ليتتلمذ على يد الشيخ علي الدقر في جامع السادات. وحصل بعدها على إجازة في التعليم والتدريس. ثم بدأ يدرس علوم الدين في المدارس الابتدائية والإعدادية والثانوية العامة منها والخاصة، كما تولى تدريس اللغة العربية وآدابها وعلومها منذ عام 1944م إلى عام 1969م. في عام 1987م تولى الشيخ الإفتاء في محافظة درعا ورغم انشغاله بالتدريس والدعوة والفتوى داخل المحافظة، وكان يشارك بالمؤتمرات والندوات الإسلامية التي تعقد بين الفينة والأخرى في المدن الإسلامية المختلفة. وتلقى دعوات عدة من قطر والإمارات العربية المتحدة لإلقاء محاضرات ودروس إسلامية خلال شهر رمضان المبارك من عام 1983م حتى عام 2000م.كما تولى أيضا الخطابة والتدريس في مساجد درعا منذ عام 1944م إلى وفاته.

## أعماله
- تولى الخطابة بمساجد درعا عام 1944 م وبقي إلى يوم وفاته ولعل أبرز المساجد التي تولى الخطابة بها جامع المحطة الكبير الذي سمي لاحقا باسمه.[4]
- عمل على إعمار العديد من مساجد محافظة درعا وتمويل إعمار البعض أو ترميمها.
- قام بإنشاء ثانوية الإمام النووي للعلوم الشرعية للبنين وثم افتتح فرعا للبنات.
- أسس جمعية البر الخيرية بهدف مساعدة الفقراء والمحتاجين وكفالة الأيتام.
- تولى دار الإفتاء بمحافظتي درعا والسويداء بعام 1987 م.[5]

## وفاته
وفي ليلة يوم الخميس الثالث والعشرين من شهر رمضان 1423 هـ الموافق 27 نوفمبر 2002م الساعة الحادية عشرة والنصف ليلاً توفي عن عمر ناهز تسعين عاماً. ودفن بمقبرة درعا.